# خانه‌های اوور
خانه‌های اُوِر یک تابلو نقاشی رنگ روغن است که توسط ونسان ون گوگ در آخر ماه مه یا اول ماه ژوئن سال ۱۸۹۰، کمی بعد از اینکه او به شهر اور سور آواز، شهر کوچکی در شمال غربی پاریس در فرانسه نقل مکان کرد کشیده شده‌است.
رفتن او به آن شهر به خاطر نارضایتی و خستگی او از زندگی یکنواخت در تیمارستان سنت رمی بود، و با ظهور خود به عنوان یک هنرمند تعدادی از افراد معروف مثل ژرژ-آلبر اوریه با نقد کار او در مجله Mercure de France در ژانویه ۱۸۹۰ موجب شهرت او شدند.
در دو ماه آخر اقامت در سن رمی ون گوگ با استفاده از حافظه اش و رجوع به ریشهٔ هلندی‌اش یک سری نقاشی که آن‌ها را «خاطراتی از شمال نامید» کشید. اثر این بازگشت به شمال در زمان اقامت در اور هم به‌طور قابل ملاحظه‌ای در نقاشی کلیسای اوارز ادامه یافت. به‌هرحال همانند دورهٔ اقامت در نینن مطالعاتش را بر روی زندگی روستائیان ادامه نداد. نقاشی‌هایش در دورهٔ اقامت در اور شامل موضوع‌های متفاوت اجتماعی بود.

## نگارخانه

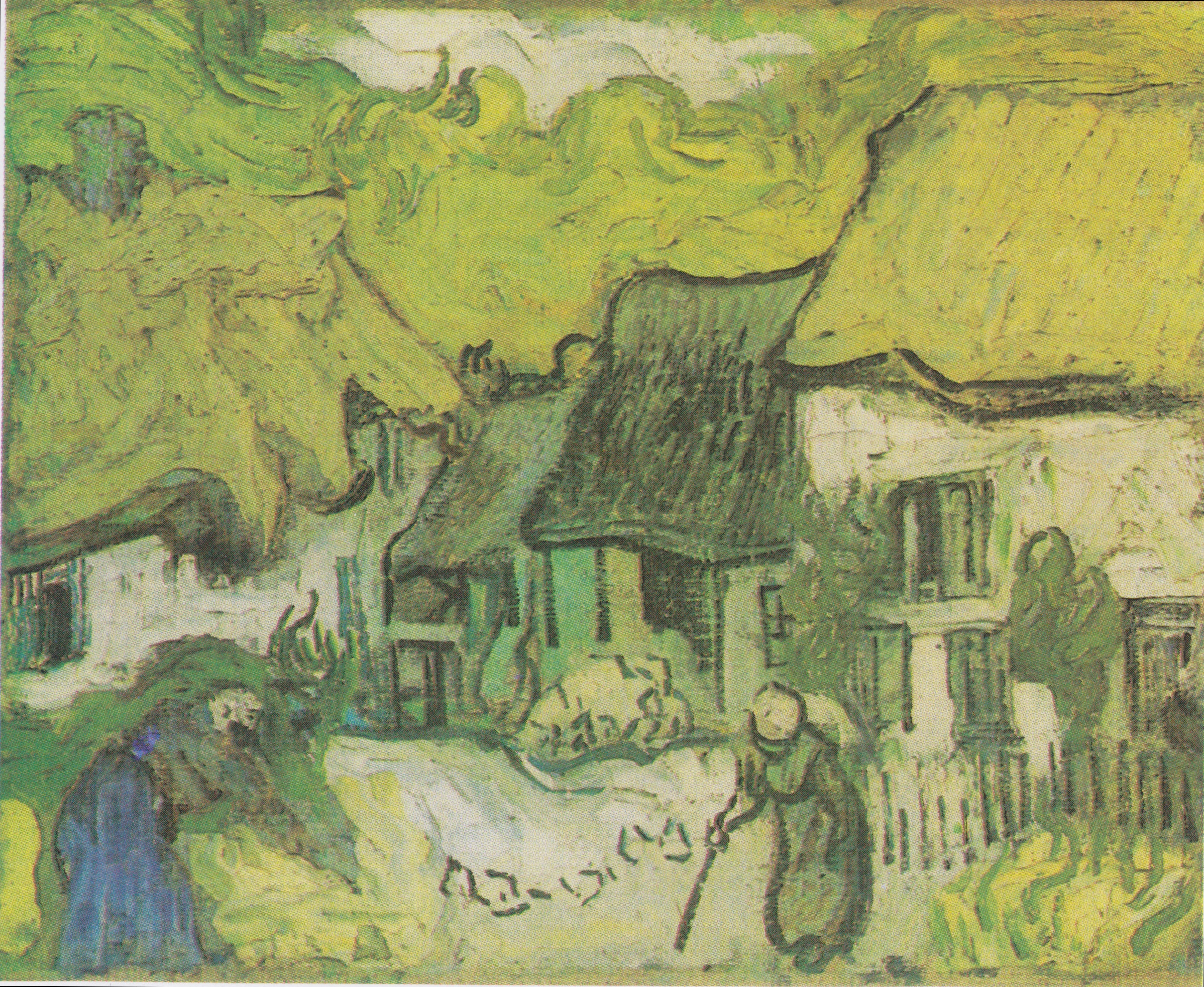
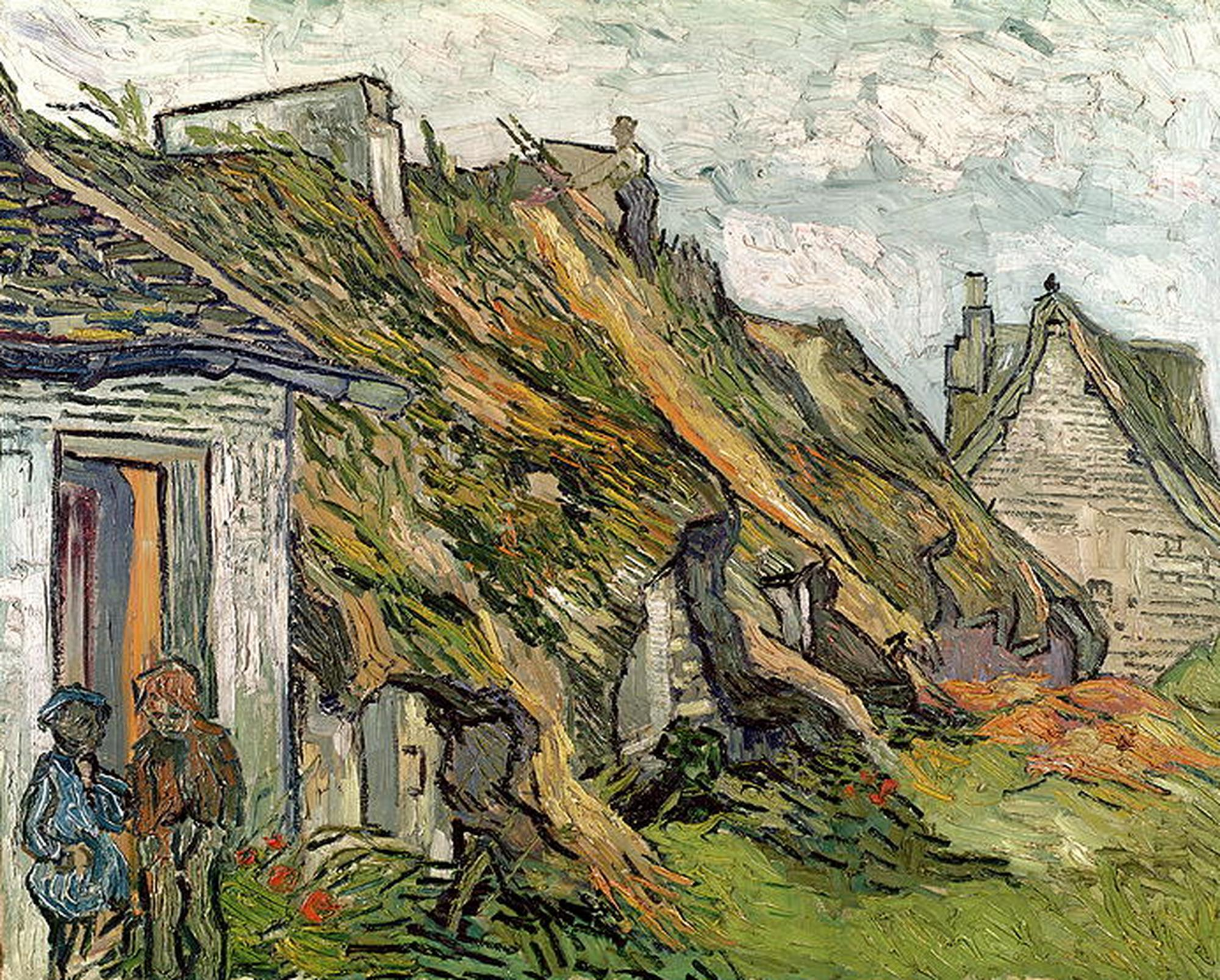
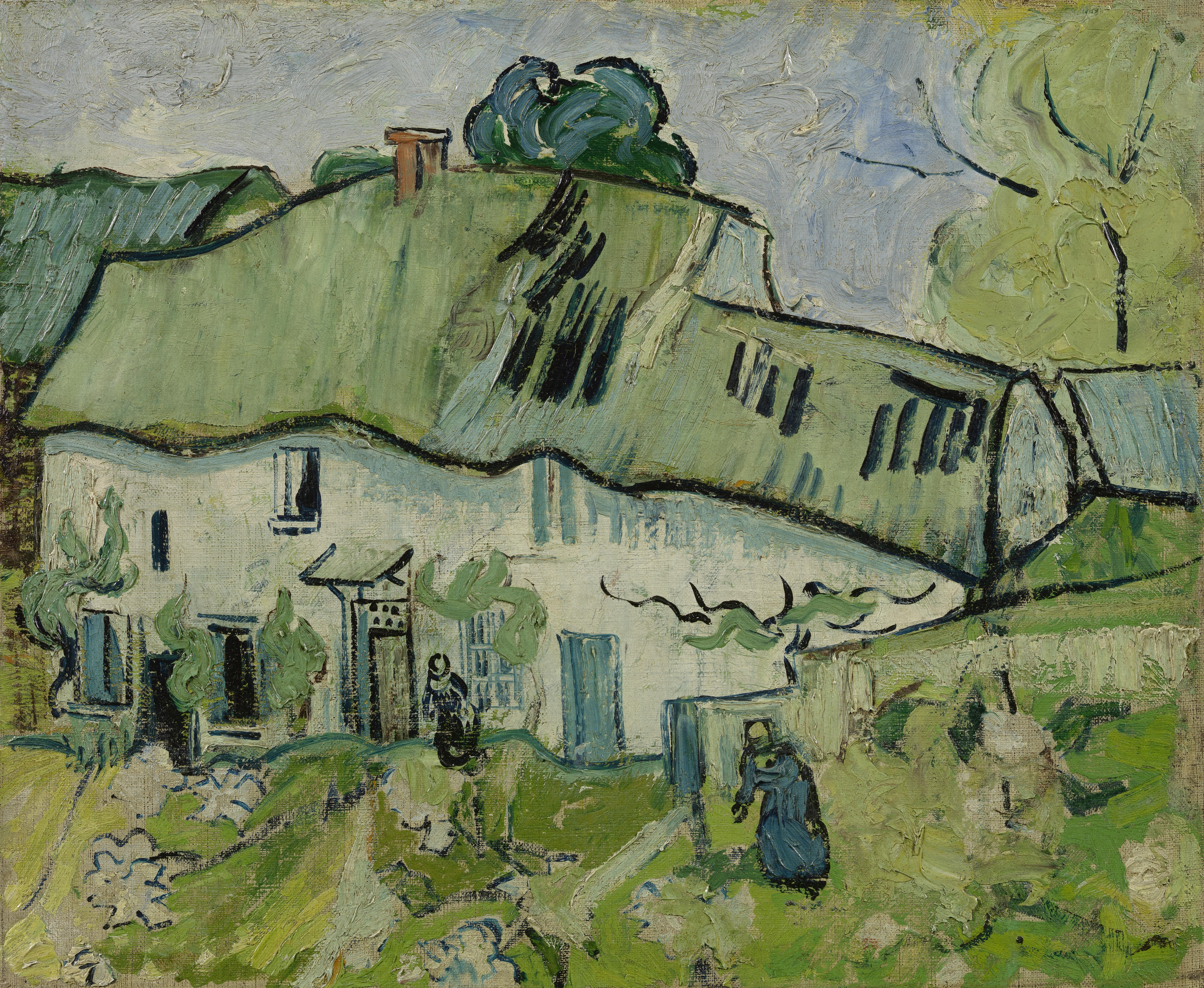
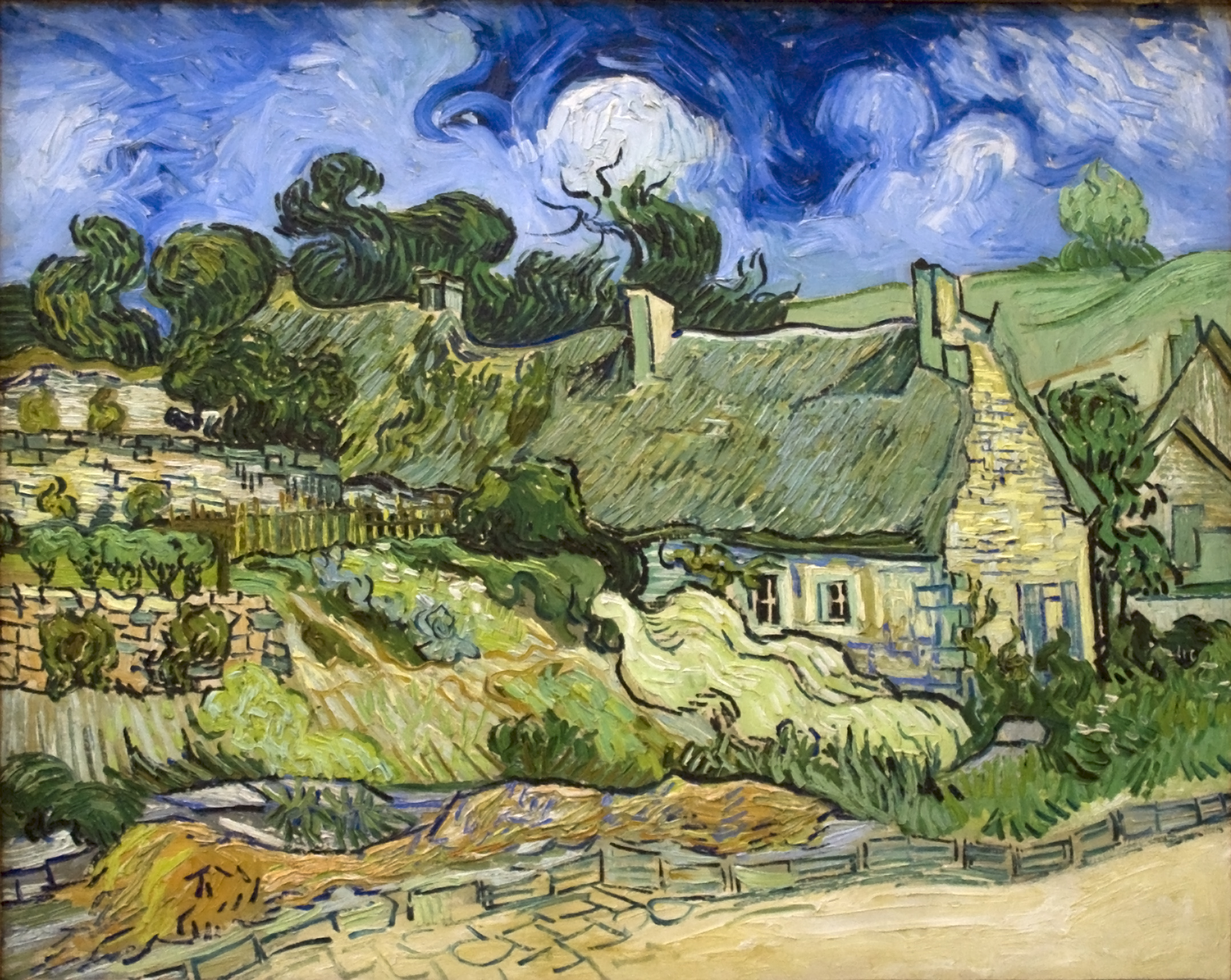